# Río Big Blue
El río Big Blue (en inglés: Big Blue River, que literalmente significa «río Gran Azul») es un río del Medio Oeste de los Estados Unidos, uno de los principales afluentes del río Kansas. Tiene una longitud de 578 km y drena una cuenca de 23.300 km² (similar a países como Yibuti y Belice, y algo menor que Macedonia del Norte o Ruanda).
Administrativamente, el río discurre desde el centro de Nebraska hasta Kansas, en donde desemboca en el río Kansas, a la altura de Manhattan.

## Toponimia
Le dio su nombre la tribu kansa, que vivió en su desembocadura desde 1780 hasta 1830, y que lo bautizó como el Great Blue Earth River (Gran Río Tierra Azul). 

## Geografía
El río Big Blue nace en la parte central del estado de Nebraska, en el condado de Hamilton, a menos de 3 km del valle del río Platte. El río describe el típico curso de los ríos de llanura, con muchos meandros y revueltas. En su curso alto se dirige en dirección predominantemente Este, aunque encaminándose ligeramente al norte. Entra pronto en el condado de Polk y la primera localidad que atraviesa es Stromsburg (1.232 hab. en 2000), donde recibe, por la izquierda, al arroyo Prairie. Sigue luego por el condado de Butler, llega a Surprise (44 hab.), y recibe después su ramal norte (el North Branch Big Blue River) poco antes de llegar a Ulysses (276 hab.). 
El río gira en dirección sur, y se interna en el condado de Seward, pasando por las localidades de Staplehurst (270 hab.), Seward (6.133 hab.) (donde recibe el arroyo Lincoln) y Milford (2.070 hab.) Entra en el condado de Saline (Nebraska) y recibe por la izquierda a su ramal occidental (el West Fork Blue River). Pasa por Crete (6.028 hab.), Wilber (1.761 hab.) y De Witt (572 hab.), pasado el cual recibe poco después las aguas del arroyo Turkey. Vira un poco hacia el Sureste, y entra en el condado de Gage, recibiendo al arroyo Cub y llegando a Beatrice (12.496 hab.), donde vuelve a dirigirse al sur. Pasa por Holmesville, Blue Springs (383 hab.), Wymore (1.656 hab.) y Barneston (122 hab.). Luego el río Big Blue abandona Nebraska para adentrarse en Kansas por su lado septentrional.
Discurre a través de Kansas por el condado de Marshall y llega pronto a Oketo (87 hab.), siguiendo por Marietta, Marysville (3.271 hab.) y Blue Rapids (1.088 hab.), donde recibe por la izquierda, las aguas del principal de sus afluentes, el río Little Blue. Pasa al condado de Pottawatomie y alcanza, en su tramo final, la larga cola del embalse de Tuttle Creek, en cuyas orillas está Randolph (175 hab.). El embalse fue construido para evitar las inundaciones, aunque las tierras limítrofes quedaron anegadas en la gran inundación de 1993. El río, en este tramo embalsado y hasta su boca, es el límite entre los condados de Riley y Pottawatomie. 
A los pies de la presa está Rocky Ford e inmediatamente la ciudad de Manhattan, donde desemboca, por la margen izquierda, en el río Kansas.
El río discurre en su mayoría por tierras agrícolas. Las principales ciudades a lo largo de su curso son Manhattan (Kansas), Beatrice (Nebraska), Crete (Nebraska) y Seward (Nebraska).

## Historia

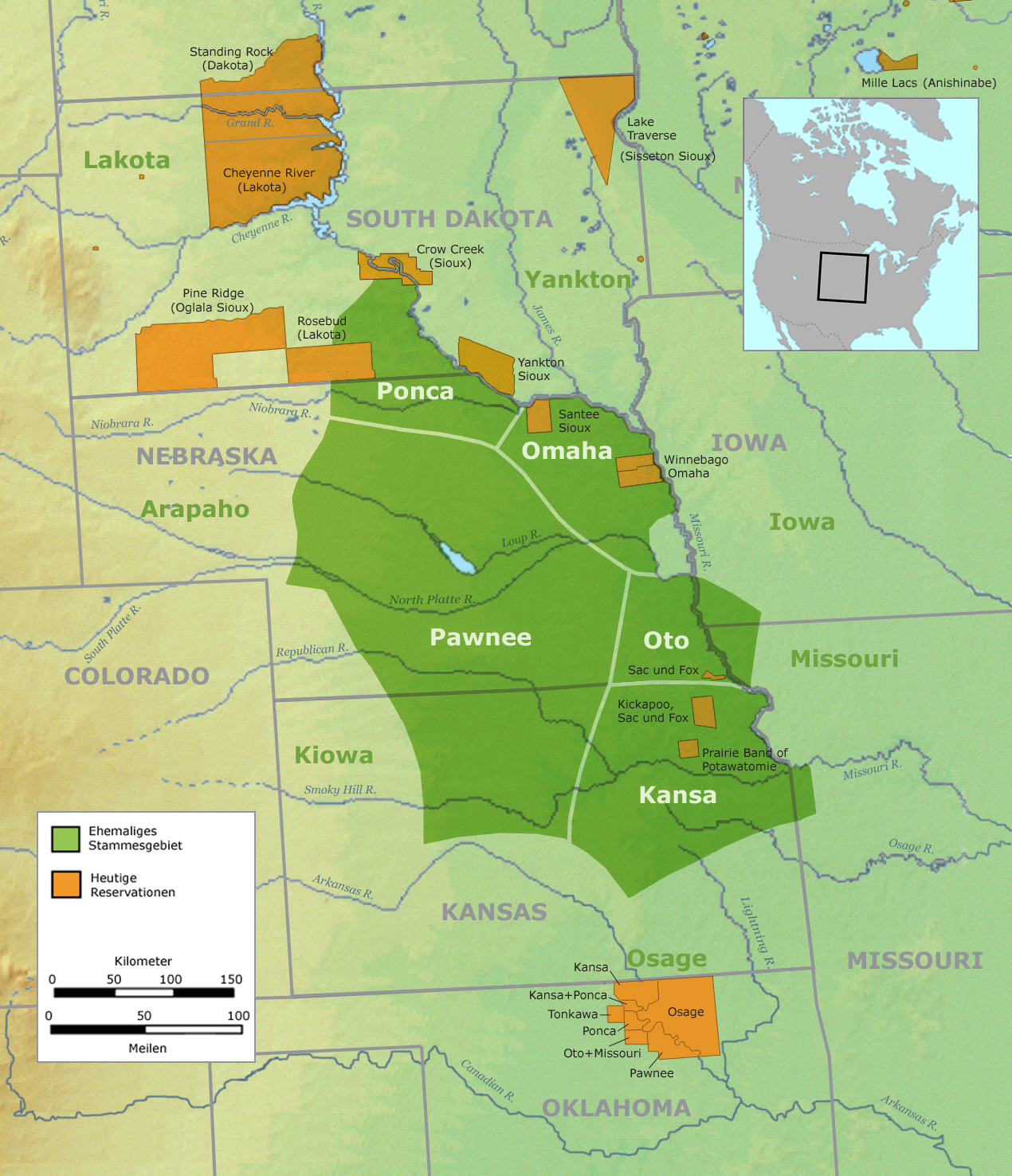
Antiguos territorio indios. La cuenca del río Big Blue estaba ocupada por pawnee, los otoe y los kansa.

La región del río Big Blue estuvo habitada por los pawnee, los otoe y los kansa. Los kansa, establecidos en ambas márgenes del río Kansas y en el curso bajo del río Big Blue, entre 1780 y 1830, dieron nombre a todo el estado.
El valle bajo del río era una de las primeras etapas de la ruta de Oregón, la histórica ruta hacia el oeste. Comenzaba la ruta en un primer momento en Independence o Kansas City y seguía en un primer momento el también histórico camino de Santa Fe («Santa Fe Trail») a lo largo de la ribera sur del río Kansas. Después de cruzar los Hills en Lawrence, se cruzaba el río Kansas en ferry, barcas o lanchas cerca de Topeka, y se ladeaba en dirección hacia la actual Nebraska, atravesando el valle del río Big Blue en su curso bajo. Luego se seguía en paralelo al río Little Blue, hasta llegar a la ribera sur del río Platte.
La región del río Big Blue fue el destino provisional de los indios otoe, que hacia 1830 vendieron sus tierras a los Estados Unidos a cambio de una reserva en la zona. La reserva no les fue entregada hasta 1854 y en 1862, vendieron de nuevo esa reserva y se fueron a Oklahoma, donde se instalaron en el condado de Noble.

## Derechos de agua
Nebraska y Kansas han llegado a un acuerdo de apropiación, por el que Nebraska tiene la plena utilización del agua del río todo el año salvo que, desde el 1º de mayo hasta el 30 de septiembre, debe permitir que un cierto caudal (variable) llegue a Kansas. Hasta la fecha, no ha habido escasez de agua en el río.